# Fronteira Espanha–Marrocos
A fronteira terrestre Marrocos-Espanha consiste em três linhas não contíguas totalizando 18,5 km (11,5 milhas) em torno dos territórios espanhóis de Ceuta (8 quilômetros), Ilhote de Vélez de la Gomera (75 metros) e Melilha (10,5 quilômetros). Ilhotas espanholas como as Chafarinas ou as Alhucemas estão localizadas na costa marroquina.

## História
Historicamente, as plazas de soberanía faziam parte de vários impérios muçulmanos do noroeste da África. Ceuta foi conquistada por Portugal em 1415. Após a Reconquista da Península Ibérica, a Espanha olhou para o sul até a costa norte-africana, capturando Melilha do Sultanato de Fez em 1497, com a bênção de Portugal. A Espanha tomou a então ilha de Peñón de Vélez de la Gomera à força em 1508, com Portugal reconhecendo esta reivindicação no ano seguinte com o Tratado de Cintra. Retomada pelo Reino de Fez em 1554, a Espanha reconquistou-a em 1564, permanecendo desde então nas mãos dos espanhóis.
Durante o período da União Ibérica (1580-1640) Ceuta atraiu muitos colonos espanhóis; como resultado, quando Portugal recuperou sua independência da Espanha em 1640, Ceuta optou por permanecer com a Espanha, uma situação que Portugal concordou em 1688 com o Tratado de Lisboa. Um tratado delineando a fronteira de Ceuta com Marrocos foi assinado em 7 de outubro de 1844 e confirmado por outro em 6 de maio de 1845. Um tratado delineando a fronteira Melilha-Marrocos, repleto de uma 'zona neutra' paralela, foi assinado em 24 de agosto de 1859.
As repetidas tentativas marroquinas de obter o controle dos dois enclaves pela força durante os séculos XVIII a XIX falharam, culminando na Guerra Hispano-Marroquina de 1859-60, que resultou em uma vitória espanhola. O subsequente Tratado de Wad-Ras (também conhecido como Tratado de Tétouan) de 26 de abril de 1860 expandiu a fronteira de Ceuta até seu limite atual. A fronteira de Melilha deveria ser fixada pelo 'alcance de um pedaço de canhão', no entanto, isso se mostrou impraticável, e um novo tratado foi assinado em 30 de outubro de 1861 e confirmado em 26 de junho de 1862, que delineava a linha de fronteira moderna. No entanto, as disputas localizadas em Melilha continuaram e outros tratados foram assinados em 1894-95.
Por um tratado franco-espanhol de 27 de novembro de 1912, a Espanha recebeu um protetorado sobre o litoral mediterrâneo do Marrocos, conhecido como Marrocos espanhol. Ceuta, Peñón de Vélez de la Gomera e Melilha posteriormente foram absorvidos por esta entidade. Quando o Marrocos conquistou a independência da França em 1956, o Marrocos espanhol foi entregue ao novo reino. No entanto, a Espanha manteve o controle das plazas de soberanía, afirmando que elas eram território espanhol muito antes da criação do protetorado em 1912 e deveriam, portanto, permanecer parte da Espanha, uma posição contestada pelo Marrocos.
Em 1934, uma enorme tempestade criou um tômbolo entre Peñón de Vélez de la Gomera e o continente marroquino, tornando efetivamente a antiga ilha um novo enclave espanhol na costa de Marrocos. Um tratado formal de fronteira nunca foi assinado entre o Marrocos e a Espanha em relação ao exclave recém-formado, e uma curta linha reta de 75 metros (80 jardas) ao longo da faixa arenosa que o conecta ao Marrocos tem funcionado como uma fronteira de facto desde então.
Desde a independência marroquina, a disputa pelas plazas de soberanía se acirrou de tempos em tempos, principalmente em 1975, quando se temia que o Marrocos tentasse uma invasão dos territórios semelhante à invasão da Marcha Verde do Saara Ocidental realizada naquele mesmo ano. Atualmente, a Espanha continua no controle das plazas e se recusa a discutir a questão de sua soberania com o Marrocos.
Em 1993, a Espanha começou a construir a barreira fronteiriça de Ceuta e Melilha, que foi reforçada em 1995. Em resposta a um aumento no número de migrantes que tentam romper a cerca, ambas foram significativamente fortificadas em 2005, criando uma cerca dupla sistema repleto de arame farpado e equipamentos de vigilância. Desde então, houve inúmeras tentativas de cruzar as cercas, resultando em várias mortes. Em 17 de maio de 2021, mais de seis mil migrantes cruzaram a fronteira para Ceuta. Especulou-se amplamente que o Marrocos permitiu o fluxo repentino para punir a Espanha por permitir que o líder da Frente Polisário, Brahim Ghali, fosse tratado em um hospital espanhol. No dia seguinte, o Marrocos fechou a fronteira novamente. A maioria desses imigrantes voltou para o Marrocos.

## Galeria

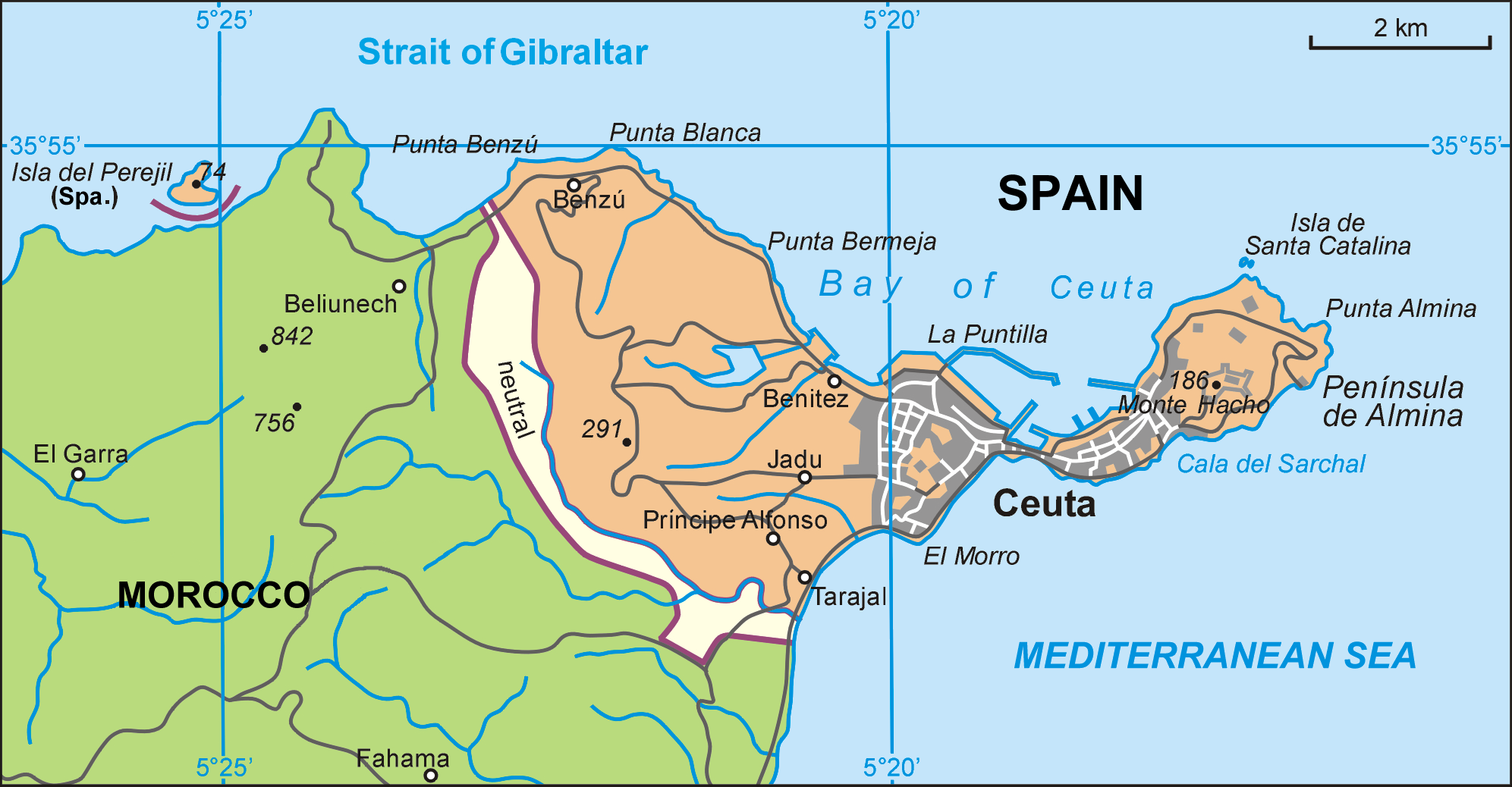
Mapa de Ceuta
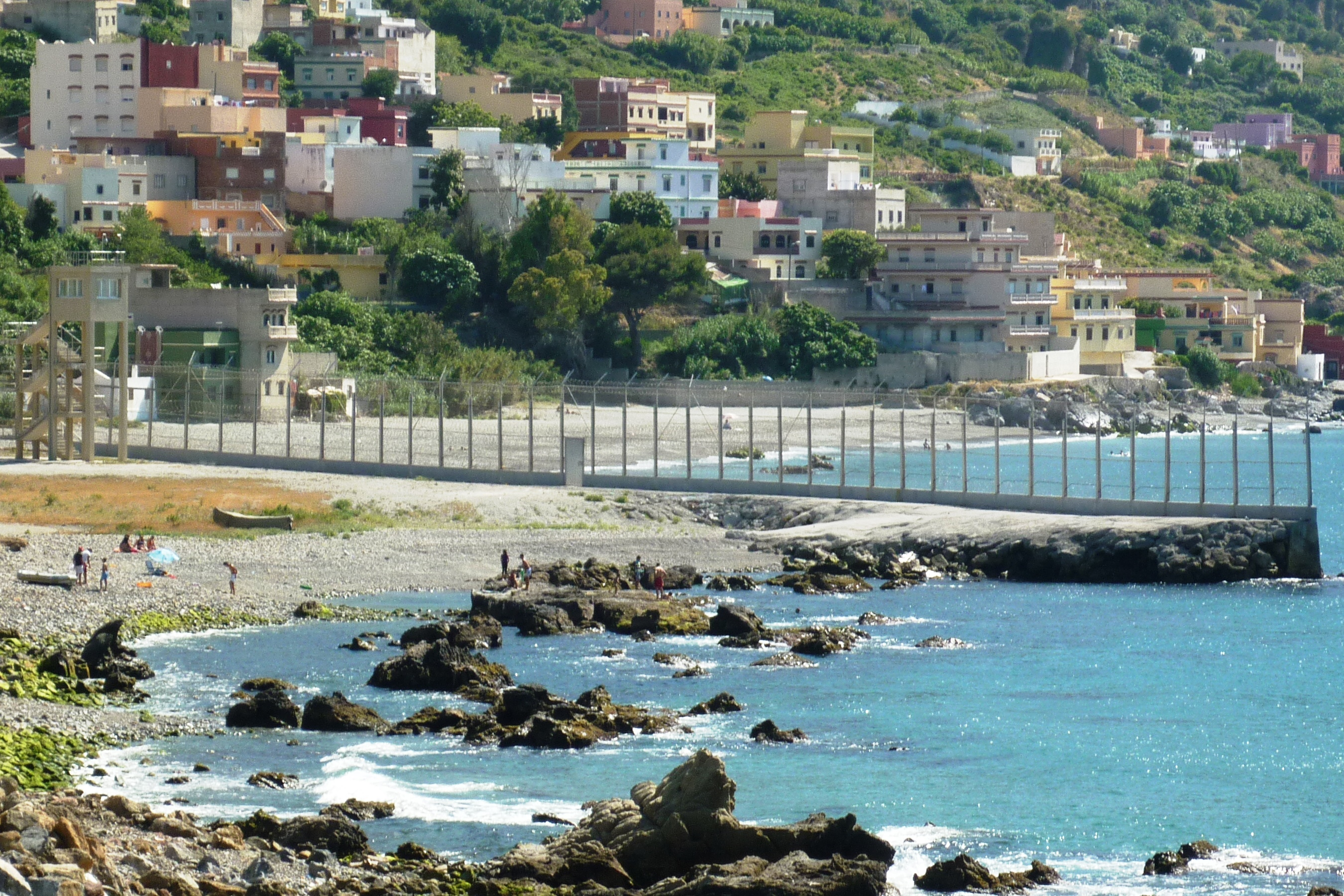
A vedação fronteiriça de Ceuta à entrada no mar
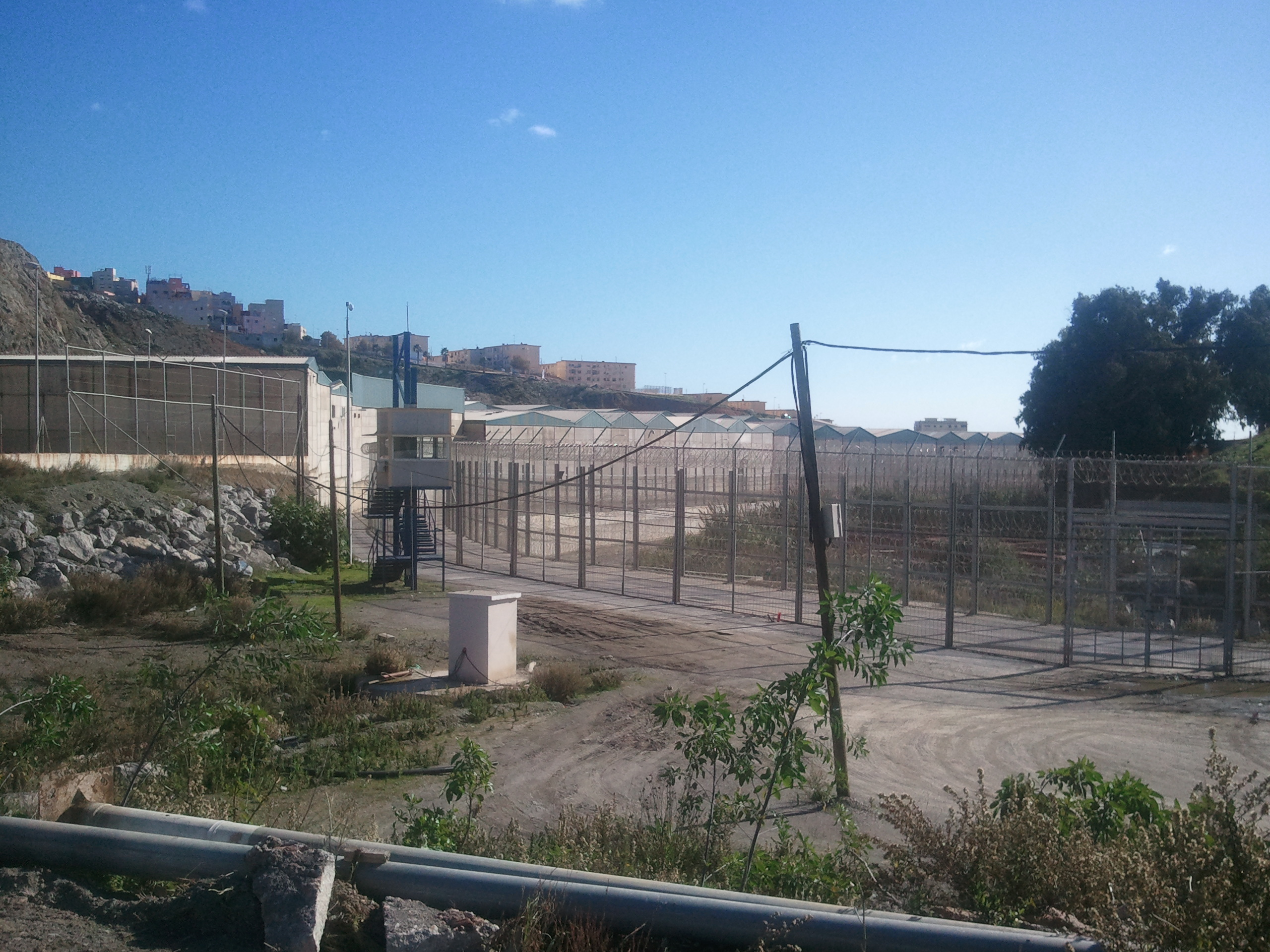
A vedação fronteiriça de Ceuta
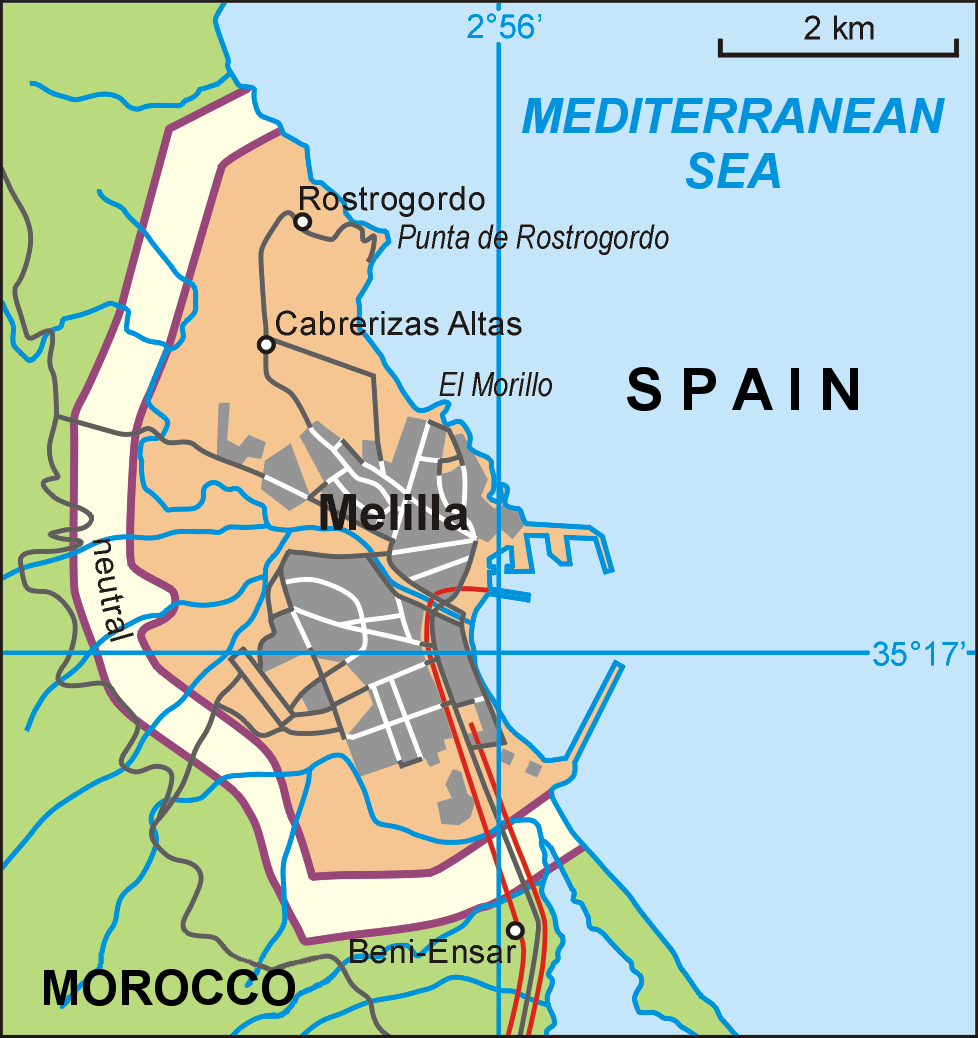
Mapa de Melilha
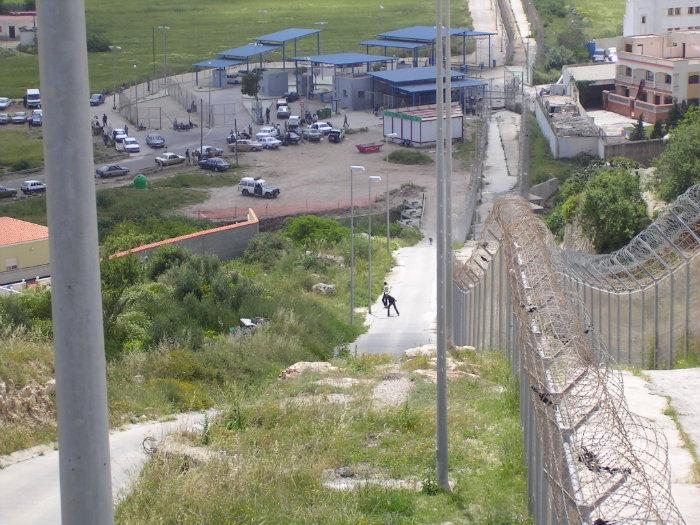
A passagem de fronteira Farjana-Melilha
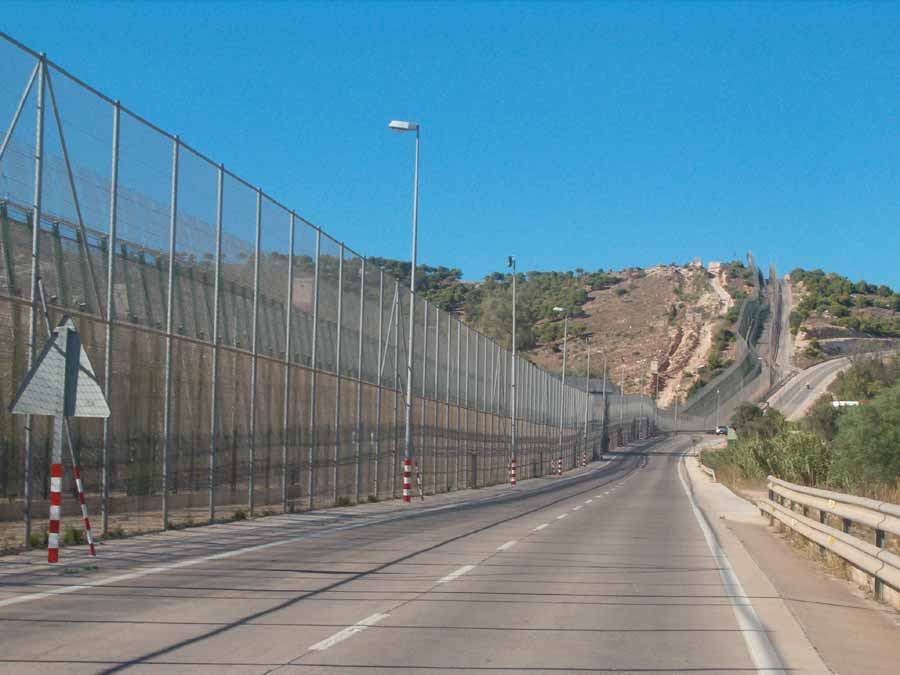
A cerca da fronteira de Melilha
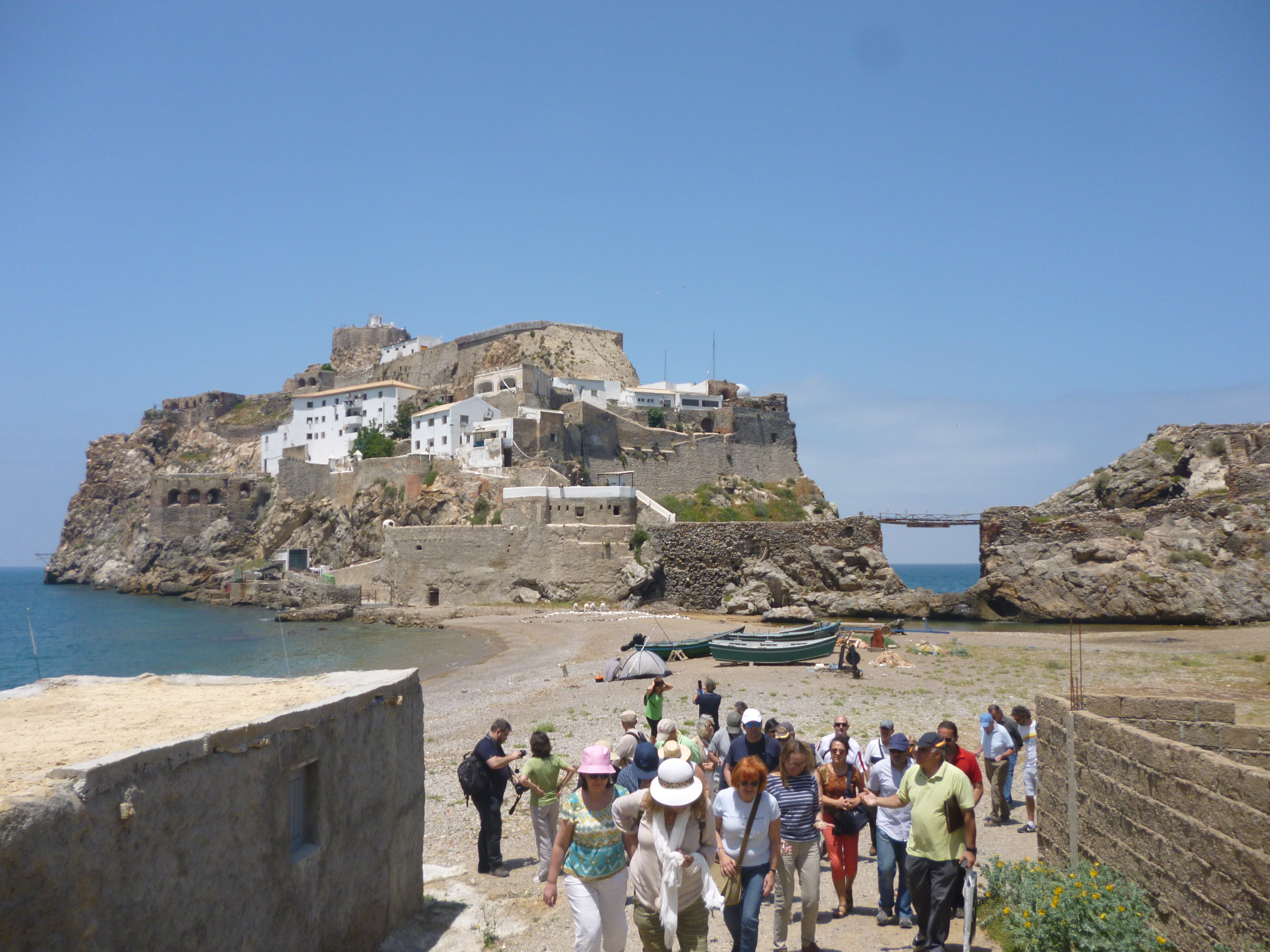
Rocha de Velez de la Gomera; a fronteira corre ao longo da língua de areia cinzenta onde os barcos são colocados